# Holy Cross (Alaska)
Holy Cross – miasto w Stanach Zjednoczonych, w stanie Alaska, w okręgu Yukon–Koyukuk.